# Chantal van den Broek-Blaak
Chantal van den Broek-Blaak (Rotterdam, 22 oktober 1989) is een Nederlandse voormalig wielrenster. In 2017 werd ze wereldkampioene op de weg in het Noorse Bergen.

## Biografie

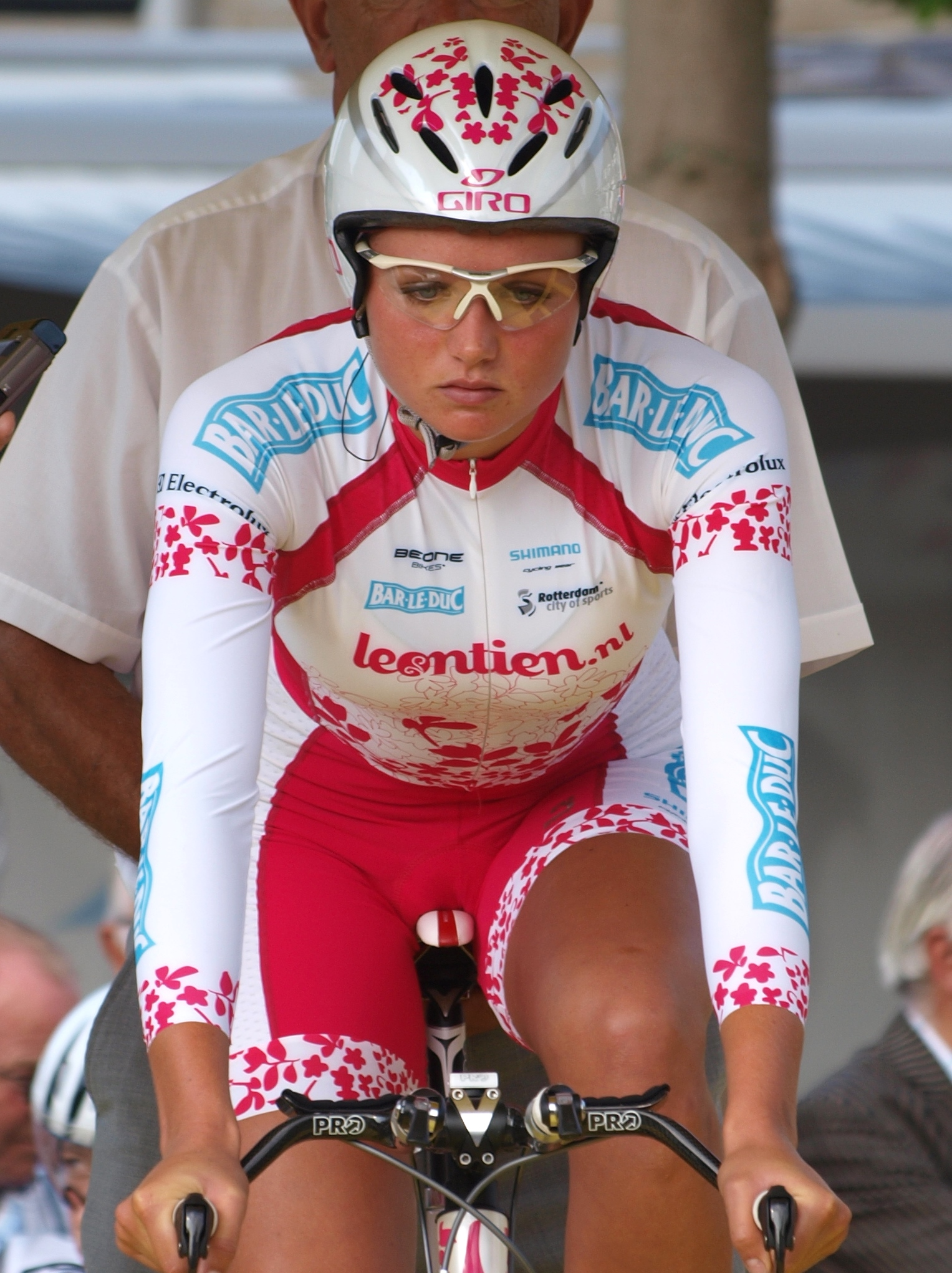
Bij Leontien.nl op het NK 2010.

Blaak reed in 2008 voor AA Drink, dat in 2009 verder ging als Leontien.nl, onder leiding van Leontien van Moorsel. Na een sterk voorjaar werd Blaak tweede in het Nederlands kampioenschap wielrennen achter Marianne Vos en won de Europese titel voor dames onder de 23 jaar (beloften).

### 2014: WK Ploegentijdrit

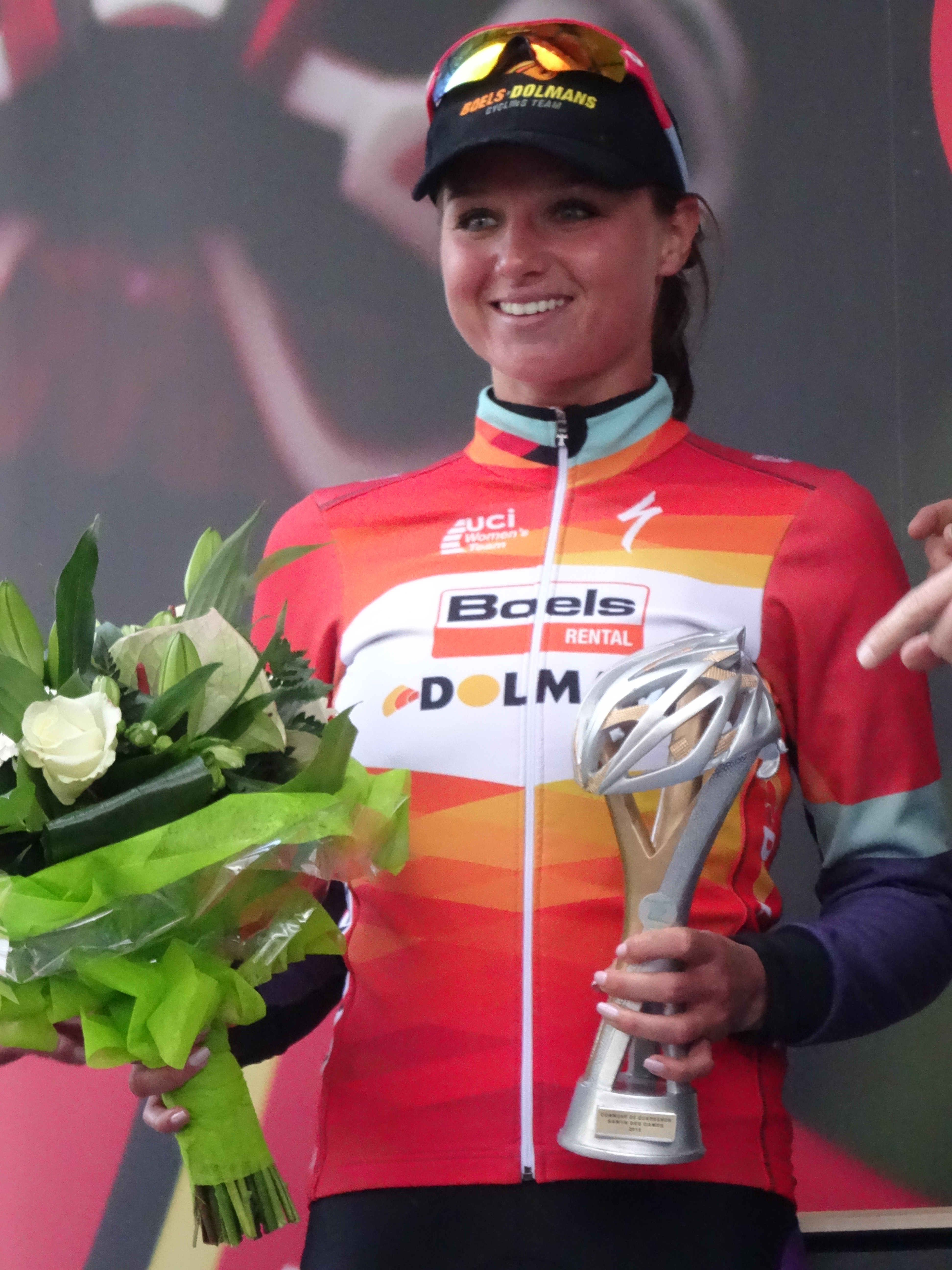
Chantal Blaak op het podium na winst in Le Samyn des Dames 2015.

In 2012 won ze brons op het WK Ploegentijdrit met haar ploeg AA Drink-Leontien.nl in Valkenburg. Twee jaar later werd ze wereldkampioene met Specialized-lululemon in het Spaanse Ponferrada en in 2015 won ze zilver met haar ploeg Boels Dolmans in het Amerikaanse Richmond. Op het NK tijdrijden in 2015 won ze brons achter Anna van der Breggen en Ellen van Dijk.

### 2016: World Tour

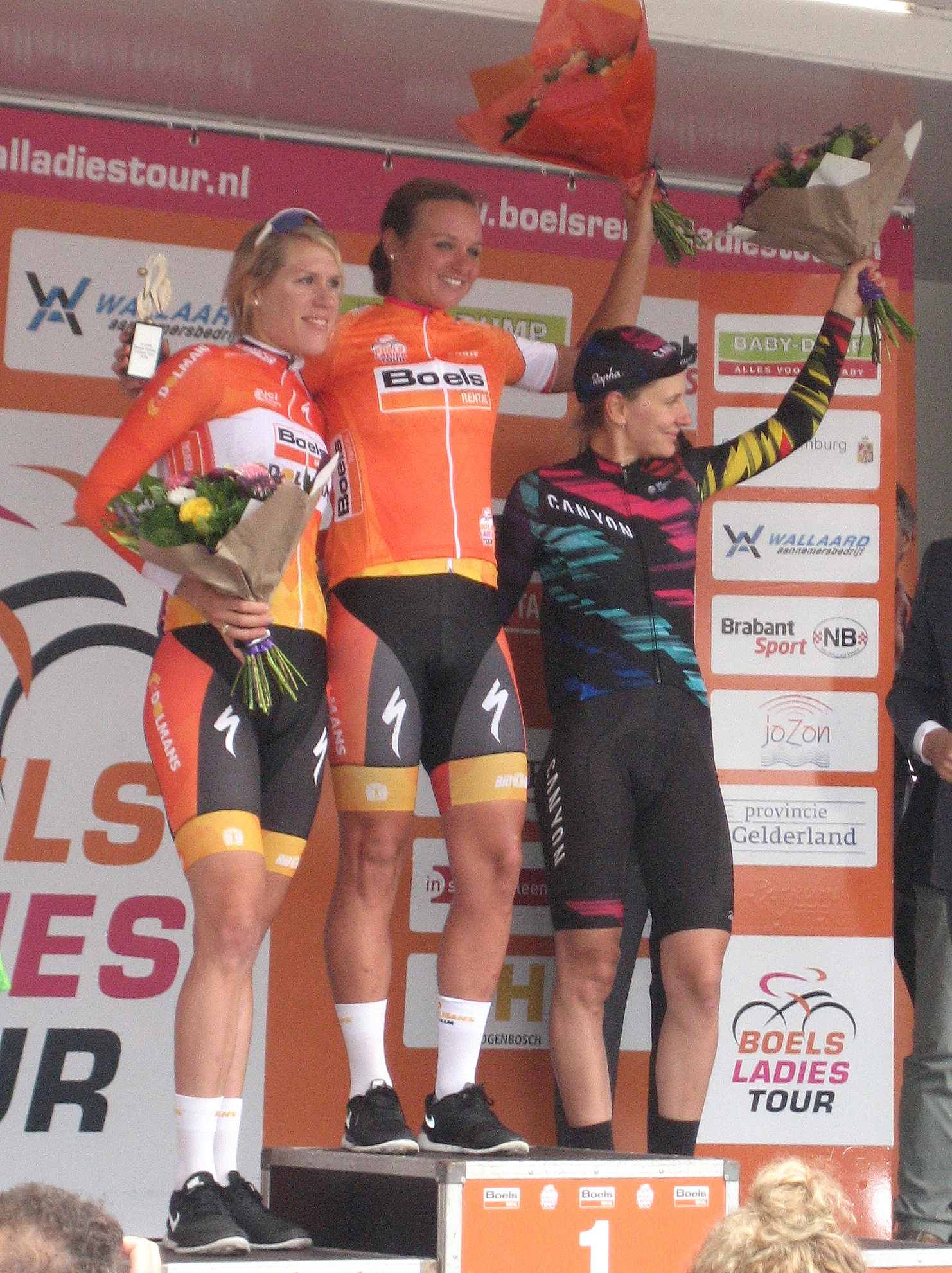
Eindzege Boels Ladies Tour 2016.

In 2016 won Blaak de World Tour-wedstrijden Ronde van Drenthe en Gent-Wevelgem. Hierdoor mocht zij de leiderstrui dragen in de Ronde van Vlaanderen, waar ze derde werd. Ze prolongeerde haar titel in Le Samyn des Dames en werd tweede in de Omloop Het Nieuwsblad, achter haar ploeggenote Elizabeth Armitstead. Ze was dan ook teleurgesteld dat ze niet geselecteerd werd voor de Olympische Spelen in Rio de Janeiro. In mei verlengde ze haar contract bij Boels Dolmans met twee jaar tot eind 2018. In augustus won ze met haar ploeg Boels Dolmans de ploegentijdrit van de Open de Suède Vårgårda in Zweden en in september won ze haar eerste rittenkoers: de Holland Ladies Tour. Ze eindigde als vierde in de eindstand van de World Tour. Op 9 oktober won ze in Doha, Qatar, het WK ploegentijdrijden, deze keer met haar ploeg Boels Dolmans.

### 2017: NK en WK
Blaak opende het seizoen 2017 met een tweede plaats in de Omloop Het Nieuwsblad, net als in 2016. Ze sloot de voorjaarsklassiekers af met de derde plek in de Ronde van Vlaanderen. In de Healthy Ageing Tour won ze twee etappes: een ploegentijdrit en een rit in lijn. Op 24 juni won ze haar eerste nationale titel op het Nederlands kampioenschap in Montferland door weg te springen uit een kopgroep met Floortje Mackaij en uittredend kampioene Anouska Koster. Eén week later won ze met haar ploeg de openingsploegentijdrit in de Giro Rosa, die uiteindelijk gewonnen werd door haar ploeggenote Anna van der Breggen. Eén maand later won ze wederom een ploegentijdrit; de Zweedse World Tour-wedstrijd Open de Suède Vårgårda. In september werden ze echter verrassend verslagen op het WK ploegentijdrijden door Team Sunweb. Een week erna, tijdens de wegwedstrijd op 23 september, kwam ze ten val op 66 km voor de finish. Ze wist weer aan te sluiten in het peloton en met nog 23 km te gaan demarreerde ze samen met Audrey Cordon-Ragot en Hannah Barnes. In de laatste ronde maakten vier rensters waaronder Van der Breggen en Annemiek van Vleuten de oversteek op Salmon Hill. Blaak demarreerde acht kilometer voor de finish en kwam solo over de streep in Bergen. Een halve minuut later volgde de sprint van een uitgedund peloton. Katrin Garfoot en uittredend kampioen Amalie Dideriksen vervolledigden het podium; Van Vleuten finishte als vierde, Van der Breggen werd achtste. Blaak kreeg de regenboogtrui overhandigd van de pasgekozen UCI-president David Lappartient en de Noorse premier Erna Solberg. Achteraf zei ze dat haar eerste gedachte was dat deze zege revanche was voor de gemiste Spelen in Rio. Vier dagen later werd ze gehuldigd bij het gemeentehuis in Bergschenhoek.
In 2020 maakte ze bekend om te stoppen na de voorjaarsklassiekers van 2022. Begin 2022 kwam ze terug op haar besluit en tekende een contract tot eind 2024. In 2023 ging ze met zwangerschapsverlof en in augustus reed ze weer een wielerkoers.
In 2024 werd ze Nederlands kampioene op de weg en verlengde ze haar contract bij SD Worx-Protime. Nadat ze in februari 2025 opnieuw zwanger bleek, stopte ze definitief met wielrennen.

### Privé
Chantal Blaak trouwde in 2019 en draagt sindsdien de naam Van den Broek-Blaak. In november 2022 werd bekend dat ze in mei 2023 hun eerste kind verwachten.
Op 24 mei beviel ze van een dochter.

## Palmares
2007
 NK tijdrijden, junioren
2009
 NK op de weg, elite
 Europees kampioene op de weg, beloften
Parel van de Veluwe
Kasseien Omloop Exloo
2011
2e etappe RaboSter Zeeuwsche Eilanden
 NK op de weg, Elite
Erondegemse Pijl (Erpe-Mere)
2012
7-Dorpenomloop Wijk en Aalburg
 WK Ploegentijdrit (met AA Drink-Leontien.nl)
2014
Molecaten Drentse 8
3e etappe deel B (TTT) Energiewacht Tour
5e etappe Energiewacht Tour
Ploegentijdrit Open de Suède Vårgårda
Open de Suède Vårgårda
 WK Ploegentijdrit (met Specialized-lululemon)
2015
Le Samyn
3e etappe Euskal Emakumeen Bira
 NK Tijdrijden
 WK Ploegentijdrit (met Boels Dolmans)
2016
Le Samyn
Ronde van Drenthe (WWT)
Gent-Wevelgem (WWT)
1e etappe (TTT) Energiewacht Tour
2e etappe Energiewacht Tour
 NK Tijdrijden
Ploegentijdrit Open de Suède Vårgårda (WWT)
2e etappe (TTT) Holland Ladies Tour
 Eindklassement Holland Ladies Tour
 Combinatieklassement Holland Ladies Tour
 WK Ploegentijdrit (met Boels Dolmans)
2017
2e etappe (TTT) Healthy Ageing Tour
4e etappe Healthy Ageing Tour
 Nederlands kampioene op de weg
1e etappe (TTT) Giro Rosa (WWT)
Ploegentijdrit Open de Suède Vårgårda (WWT)
 WK Ploegentijdrit in Bergen
 Wereldkampioene op de weg in Bergen
2018
3e etappe deel B (TTT) Healthy Ageing Tour
4e etappe Healthy Ageing Tour
Amstel Gold Race (WWT)
 Nederlands kampioene op de weg
Ploegentijdrit Open de Suède Vårgårda (WWT)
5e etappe Boels Ladies Tour (WWT)
 WK Ploegentijdrit in Bergen
2019
Omloop Het Nieuwsblad
 Europese Spelen, individuele tijdrit
2020
Le Samyn
Ronde van Vlaanderen (WWT)
2021
Strade Bianche (WWT)
Dwars door het Hageland
Eindklassement Simac Ladies Tour
Drentse Acht van Westerveld
2022
Ridderronde Maastricht
2024
 Nederlands kampioene op de weg

### Klassiekers en WK's
| Jaar | Gent-Wevelgem | Ronde van Vlaanderen | Parijs-Roubaix | Amstel Gold Race | Luik-Bast.‑Luik | Ronde van Drenthe | Omloop Het Nieuwsblad | Le Samyn |  | WK op de weg |
| ---- | ------------- | -------------------- | -------------- | ---------------- | --------------- | ----------------- | --------------------- | -------- |  | ------------ |
| 2007 |               |                      |                |                  |                 |                   |                       |          |  |              |
| 2008 |               |                      |                |                  |                 | 59e               | 64e                   |          |  |              |
| 2009 |               | 34e                  |                |                  |                 | Brons             | 4e                    |          |  | 23e          |
| 2010 |               | 6e                   |                |                  |                 | 5e                | 25e                   |          |  | opgave       |
| 2011 |               | 24e                  |                |                  |                 | 55e               | ↑                     |          |  | 98e          |
| 2012 |               | 27e                  |                |                  |                 | 19e               | 28e                   |          |  |              |
| 2013 |               | 40e                  |                |                  |                 | opgave            | 7e                    | 69e      |  |              |
| 2014 |               | 27e                  |                |                  |                 | 4e                |                       | 71e      |  | 17e          |
| 2015 |               | 9e                   |                |                  |                 | 26e               | 4e                    | ↑        |  | 61e          |
| 2016 | ↑             | ↑                    |                |                  |                 | ↑                 | ↑                     | ↑        |  | 49e          |
| 2017 | 8e            | ↑                    |                | 11e              | 35e             | 9e                | ↑                     | 28e      |  | ↑            |
| 2018 | 31e           | 5e                   |                | ↑                | 43e             | 62e               | 15e                   |          |  | 44e          |
| 2019 | 71e           | 7e                   |                | 43e              | 45e             | ↑                 | ↑                     | 11e      |  | 43e          |
| 2020 |               | ↑                    |                |                  | 24e             |                   | 4e                    | ↑        |  | 12e          |
| 2021 |               | 19e                  | 10e            | 52e              | 29e             | 21e               | 11e                   |          |  | 32e          |
| 2022 | 44e           | ↑                    | 8e             | 53e              |                 |                   | 38e                   |          |  |              |
| 2023 |               |                      |                |                  |                 |                   |                       |          |  |              |
| 2024 | opgave        |                      |                |                  |                 |                   |                       |          |  |              |

## Onderscheidingen
Op 27 september 2017, vier dagen na haar wereldtitel, ontving Blaak van de Zuid-Hollandse gemeente Lansingerland de zilveren erepenning voor haar internationale prestatie. Burgemeester Pieter van de Stadt roemde haar doorzettingsvermogen en noemde haar een "rolmodel voor de jeugd".

## Ploegen
- 2008 –  AA Drink
- 2009 –  Leontien.nl
- 2010 –  Leontien.nl
- 2011 –  AA Drink-Leontien.nl
- 2012 –  AA Drink-Leontien.nl
- 2013 –  Team Tibco-to the top
- 2014 –  Specialized-Lululemon
- 2015 –  Boels Dolmans
- 2016 –  Boels Dolmans
- 2017 –  Boels Dolmans
- 2018 –  Boels Dolmans
- 2019 –  Boels Dolmans
- 2020 –  Boels Dolmans
- 2021 –  Team SD Worx
- 2022 –  Team SD Worx
- 2023 –  Team SD Worx
- 2024 –  Team SD Worx-Protime
- 2025 –  Team SD Worx-Protime tot 11/2[21]

Blaak · Brennauer · Canuel · Cromwell · Delzenne · Rowney · Small · Stacher · Stevens · Wiles · Worrack
Armitstead · Blaak · De Jong · Dideriksen · Guarnier · Kasper · Majerus · Pawłowska · Stevens · Van Dijk · Van Paassen
Armitstead · Blaak · Canuel · De Jong · Dideriksen · Guarnier · Harris · Kasper · Majerus · Pawłowska · Stevens · Van Dijk
Blaak · Brammeier · Canuel · Deignan · Dideriksen · Guarnier · Majerus · Pawłowska · Pieters · Van den Bos · Van der Breggen
Blaak · Canuel · Deignan · Dideriksen · Guarnier · Majerus · Pieters · Plichta · Schneider · Van den Bos · Van der Breggen
Blaak · Buurman · Canuel · D'Hoore · Dideriksen · Hall · Langvad · Majerus · Pieters · Schneider · Van den Bos · Van der Breggen
Blaak · Buurman · Canuel · D'Hoore · Dideriksen · Hall · Majerus · Pieters · Schneider · Uneken · Van den Bos · Van der Breggen
Blaak · Canuel · Cecchini · D'Hoore · Fisher-Black · Fournier · Majerus · Moolman-Pasio · Nosková · Pieters · Shackley · Uneken · Van der Breggen · Vollering
Blaak · Cecchini · Fisher-Black · Fournier · Frei(vanaf 8/8) · Kopecky · Majerus · Moolman-Pasio · Pieters · Reusser · Shackley · Uneken · Vas · Vollering
Bredewold · van den Broek-Blaak (zwangerschapsverlof) · Cecchini · Fisher-Black · Frei · Guarischi · Kopecky · Majerus · Markus · Reusser · Schreiber (vanaf 1/3) · Shackley · Uneken · Vas · Vollering · Wiebes
Bredewold  · van den Broek-Blaak · Cecchini · Fisher-Black · Gerritse · Guarischi · Kopecky  · Majerus · Markus · Reusser   · Schreiber · Shackley (tot 16/4) · Uneken · Vas  U23 · Vollering · Wiebes
van Belle (vanaf 29/4) · Bredewold · van der Breggen · van den Broek-Blaak (tot 11/2) · Cecchini · Gerritse · Guarischi · Häberlin · Harvey · J. Kopecký · L. Kopecky  · Lach · Markus · Schneider · Schreiber · Schreurs · Vas · Wiebes 